# Анка Паргель
Анка Паргель (рум. Anca Parghel; 16 вересня 1957, Кимпулунг-Молдовенеск — 5 грудня 2008, Тімішоара) — румунська джазова співачка.

## Життєпис
Музичну освіту Анка отримала у місті Ясси, де навчалась у Вищій музичній школі та консерваторії. Після цього до 1989 року працювала викладачем на фортепіано у місті Сучава, потім в Бухарестській консерваторії, а також в інших країнах Європи: Німеччини, Великої Британії, Бельгії и Молдови.
Її сольна кар'єра розпочалась з виступів на різноманітнихх джазових фестивалях Європи в 1984 році, і протягом своєї подальшої кар'єри записала 16 музичних альбомів. На одному з виступів Анка познайомилась з румунським діджеєм Томом Боксером, разом з якимм записала у 2008 році свій останній альбом, пісня «Brasil» з якого зробила її дуже популярною в Європі.
5 грудня 2008 року Анка Паргель померла від раку молочної залози у місті Тімішоара у 51-річному віці.

## Дискографія
- Tinerii danseaza (Electrecord, 1986)
- Soul, My Secret Place (Blue Flame, 1987)
- Magic Bird (cu Mircea Tiberian) (Electrecord, 1988)
- Indian Princess (Blue Flame, 1989)
- Octet Ost (Amadeo, 1990)
- Ron und Tania (Polydor, 1991)
- Is That So? (Koala, 1992)
- Airballoon (Nabel, 1992)
- Beautiful Colours (Nabel, 1993)
- Carpathian Colours (Nabel, 1994)
- Jazz, My Secret Soul (Intercont Music, 1994)
- Indian Princess (Jazz Specials Edition) (Miramar, 1995)
- Noapte alba de craciun / White Christmas Night (Prima Club, 1994)
- Midnight Prayer (Intercont Music, 1996)
- Primal Sound (Acoustic Music, 1999)
- Brasil (feat. Том Боксер і Fly Project; 2007)
- Zamorena (feat. Том Боксер; Roton, 2008)